# (33529) Henden
(33529) Henden est un astéroïde de la ceinture principale.

## Description
(33529) Henden est un astéroïde de la ceinture principale. Il fut découvert le 19 avril 1999 à Fountain Hills (Arizona) par Charles W. Juels. Il présente une orbite caractérisée par un demi-grand axe de 2,42 UA, une excentricité de 0,16 et une inclinaison de 5,0° par rapport à l'écliptique.

## Compléments